# Aron Stiehl

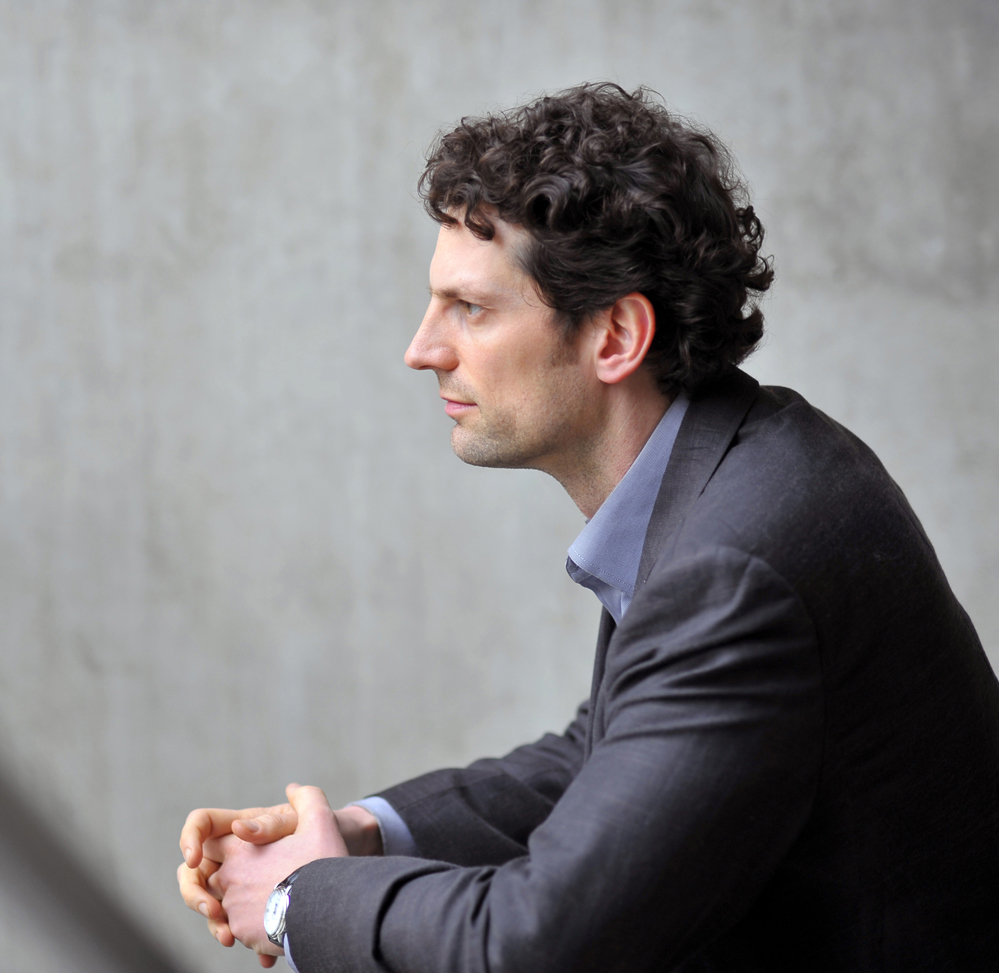
Aron Stiehl bei der Inszenierung von Schlafes Bruder in Klagenfurt 2008

Aron Stiehl (* 18. Januar 1969 in Wiesbaden) ist ein deutsch-österreichischer Opernregisseur und Intendant des Stadttheaters Klagenfurt.

## Leben
Aron Stiehl studierte in Hamburg Musiktheater-Regie unter der Leitung von Professor Götz Friedrich an der Hochschule für Musik und Theater (1989–1996). Er schloss sein Studium mit Auszeichnung ab, wurde Regie-Assistent von Peter Konwitschny und anschließend Spielleiter an der Bayerischen Staatsoper (1996–2001). Währenddessen folgten wiederholt Regie-Assistenzen insbesondere unter dem Londoner Opernregisseur Richard Jones.
Von 2001 bis 2020 arbeitete Aron Stiehl als freiberuflicher Regisseur. Die Inszenierungen Stiehls zeichnen sich durch die Verbindung des deutschen Regietheaters mit dem englischen Regiestil aus. Heutigkeit und Werktreue werden in seiner Arbeit vereint. Engagements führten ihn ins In- und Ausland: An die Bayerische Staatsoper wurde er wiederholt von Sir Peter Jonas verpflichtet – für Dido und Aeneas (2001) und Medusa (2005). In Tel Aviv erreichte seine Inszenierung der Entführung aus dem Serail (2007) große Aufmerksamkeit, für die ihn Zubin Mehta engagiert hatte. Außerdem wurde Aron Stiehl für die Personenregie der Götterdämmerung von Zubin Mehta verpflichtet, die er mit La Fura dels Baus für Florenz und Valencia in Szene setzte (2009). Darüber hinaus wirkte Aron Stiehl an zahlreichen weiteren Bühnen in Deutschland, Österreich und der Schweiz: so zum Beispiel in Salzburg, Wien, St. Gallen, Klagenfurt, Halle, Magdeburg, Erfurt, Heidelberg, Bern, Bielefeld, Karlsruhe, Krefeld, Mönchengladbach, Coburg, Kaiserslautern, Oldenburg, Meiningen, Görlitz, Passau, Halberstadt und Flensburg.
Im November 2019 wurde er als Nachfolger von Florian Scholz als Intendant des Stadttheaters Klagenfurt präsentiert.

## Inszenierungen
- 1994 Die Entführung aus dem Serail, Oper von Wolfgang Amadeus Mozart, Hochschule für Musik und Theater Hamburg
- 1994 Peterchens Mondfahrt, Kinderstück nach dem Märchen von Gerdt von Bassewitz, Theater für Kinder, Hamburg
- 1999 Così fan tutte, Oper von Wolfgang Amadeus Mozart, Gasteig, München
- 2001 Dido and Aeneas, Oper von Henry Purcell, Bayerische Staatsoper, München
- 2001 Die Zauberflöte, Singspiel von Wolfgang Amadeus Mozart, Tollwood-Festival, München
- 2002 Die lustige Witwe, Operette von Franz Lehár, Fürstbischöfliches Opernhaus, Passau
- 2002 Im weißen Rößl, Singspiel von Ralph Benatzky, Landestheater Coburg
- 2003 Der Vogelhändler, Operette von Carl Zeller, Landestheater Coburg
- 2003 Jenůfa, Oper von Leoš Janáček, Theater Bielefeld
- 2003 Orpheus in der Unterwelt, Operette von Jacques Offenbach am Nordharzer Städtebundtheater, Halberstadt
- 2004 Bahnwärter Thiel, (Uraufführung) Oper von Enjott Schneider am Theater Görlitz
- 2004 Der Vetter aus Dingsda , Operette von Eduard Künneke am Fürstbischöfliches Opernhaus, Passau
- 2004 Hello, Dolly!, Musical von Jerry Herman am Staatstheater Oldenburg
- 2004 Zar und Zimmermann, Oper von Albert Lortzing am Theater St. Gallen
- 2005 Der Vetter aus Dingsda , Operette von Eduard Künneke am Thüringer Landestheater Eisenach
- 2005 Lady Macbeth von Mzensk, Oper von Dmitri Schostakowitsch am Theater St. Gallen
- 2005 Medusa, (Uraufführung) Oper von Arnaldo de Felice, Bayerische Staatsoper, München
- 2005 Undine, Oper von E.T.A. Hoffmann an der Hamburger Kammeroper
- 2006 Der Zigeunerbaron, Operette von Johann Strauss am Theater Flensburg
- 2006 Fürst Pückler, (Uraufführung) Oper von Enjott Schneider am Theater Görlitz
- 2006 Wut, (Uraufführung) Oper von Andrea Lorenzo Scartazzini am Theater Erfurt
- 2007 Die Entführung aus dem Serail, Oper von Wolfgang Amadeus Mozart mit dem Israel Philharmonic Orchestra und Zubin Mehta im Frederic R. Mann Auditorium, Tel Aviv
- 2007 Die Fledermaus, Operette von Johann Strauß am Pfalztheater Kaiserslautern
- 2007 Frau Luna, Operette von Paul Lincke an der Oper Halle
- 2007 Il trovatore, Oper von Giuseppe Verdi am Meininger Staatstheater
- 2007 Le nozze di Figaro, Oper von Wolfgang Amadeus Mozart am Theater Heidelberg
- 2008 Il mondo della luna, Oper von Joseph Haydn am Theater St. Gallen
- 2008 L’elisir d’amore, Oper von Gaetano Donizetti am Stadttheater Bern
- 2008 Madame Pompadour, Operette von Leo Fall an der Oper Halle
- 2008 Schlafes Bruder, Oper von Herbert Willi am Stadttheater Klagenfurt
- 2009 Fidelio, Oper von Ludwig van Beethoven am Stadttheater Klagenfurt
- 2009 Götterdämmerung, Oper von Richard Wagner mit La Fura dels Baus und Zubin Mehta am Maggio Musicale Fiorentino, Florenz  und in Valencia
- 2009 La Bohème, Oper von Giuseppe Verdi an der Oper Halle
- 2009 Der Bajazzo/Goyescas, Opern von Ruggero Leoncavallo/Enrique Granados am Theater Heidelberg
- 2010 Der fliegende Holländer, Oper von Richard Wagner am Großen Festspielhaus/Landestheater Salzburg
- 2010 La notte di un nevrastenico/Gianni Schicchi, Opern von Nino Rota/Giacomo Puccini am Theater Magdeburg
- 2010 Madama Butterfly, Oper von Giacomo Puccini am Theater St. Gallen
- 2011 Die Fledermaus, Operette von Johann Strauß am Theater Magdeburg
- 2011 Il barbiere di Siviglia, Komische Oper von Gioachino Rossini am Theater St. Gallen
- 2011 La traviata, Oper von Giuseppe Verdi am Landestheater Coburg
- 2011 Blaubart, Operette von Jacques Offenbach am Badischen Staatstheater Karlsruhe
- 2012 L’étoile, Komische Oper von Emmanuel Chabrier am Theater Augsburg
- 2012 Il barbiere di Siviglia, Komische Oper von Gioachino Rossini am Theater Münster
- 2012 Maskarade, Komische Oper von Carl Nielsen am Theater Krefeld und Mönchengladbach
- 2012 Tannhäuser, Romantische Oper von Richard Wagner am Badischen Staatstheater Karlsruhe
- 2013 Ariadne auf Naxos, Oper von Richard Strauss am Theater St. Gallen
- 2013 Das Liebesverbot, Komische Oper von Richard Wagner bei den Bayreuther Festspielen, an der Oper Leipzig und in Triest
- 2013 La vestale, Tragédie lyrique von Gaspare Spontini am Badischen Staatstheater Karlsruhe
- 2013 Un ballo in maschera, Oper von Giuseppe Verdi am Badischen Staatstheater Karlsruhe
- 2014 End of the Rainbow, Schauspiel mit Musik von Peter Quilter am Stadttheater Klagenfurt
- 2014 Benvenuto Cellini, Oper von Hector Berlioz am Theater Münster
- 2014 Hänsel und Gretel, Oper von Engelbert Humperdinck am Theater Augsburg
- 2015 Im weißen Rößl, Singspiel von Ralph Benatzky am Stadttheater Klagenfurt
- 2015 Madama Butterfly, Oper von Giacomo Puccini an der Oper Leipzig
- 2015 Der Wildschütz, Komische Oper von Albert Lortzing am Theater Magdeburg
- 2015 Macbeth, Oper von Giuseppe Verdi am Theater St. Gallen
- 2015 Die lustigen Weiber von Windsor, komisch-fantastische Oper von Otto Nicolai am Landestheater Coburg
- 2016 Damon, Oper von Georg Philipp Telemann am Theater Magdeburg
- 2016 L’elisir d’amore, Oper von Gaetano Donizetti am Theater Augsburg
- 2016 Faust, Oper von Charles Gounod am Theater Münster
- 2016 Das Land des Lächelns, Romantische Operette in drei Akten von Franz Lehár am Stadttheater Klagenfurt
- 2017 La Wally, Dramma lirico in vier Akten von Alfredo Catalani in der Volksoper Wien
- 2017 Salome, Oper von Richard Strauss an der Oper Leipzig
- 2017 Il mondo della luna, Oper von Joseph Haydn am Fürstbischöfliches Opernhaus Passau
- 2017 Der Vetter aus Dingsda , Operette von Eduard Künneke am Theater Regensburg
- 2018 Le nozze di Figaro, Oper von Wolfgang Amadeus Mozart an der Oper Bonn
- 2018 Der Zauberer von Oz, Musical von L. Frank Baum, am Stadttheater Klagenfurt
- 2018 Die tote Stadt, Oper von Erich Wolfgang Korngold mit Texten von Paul Schott, am Saarländischen Staatstheater Saarbrücken
- 2018 Die Herzogin von Chicago, Operette von Emmerich Kálmán, Theater Regensburg
- 2019 Der fliegende Holländer, Oper von Richard Wagner, Volksoper Wien
- 2019 Evita, Musical von Andrew Lloyd Webber, Stadttheater Klagenfurt
- 2019 Il trovatore, Oper von Giuseppe Verdi, St. Galler Festspiele
- 2019 Die lustige Witwe, Operette von Franz Lehár, Saarländisches Staatstheater Saarbrücken
- 2020 Die Fledermaus, Operette von Johann Strauß, Oper Bonn
- 2021 Evita, Musical von Andrew Lloyd Webber am Stadttheater Bern
- 2021 Der Vogelhändler, Operette von Carl Zeller am Stadttheater Klagenfurt
- 2021 Die Walküre, Oper von Richard Wagner am Stadttheater Klagenfurt
- 2022 Siegfried, Oper von Richard Wagner am Stadttheater Klagenfurt
- 2022 Iwein Löwenritter, Oper von Moritz Eggert an der Oper Bonn
- 2023 Götterdämmerung, Oper von Richard Wagner am Stadttheater Klagenfurt
- 2023 Don Giovanni, Dramma giocoso von Wolfgang Amadeus Mozart am Landestheater Detmold